# Kürten
Kürten ist eine Gemeinde des Rheinisch-Bergischen Kreises im Bundesland Nordrhein-Westfalen. Sie trägt den Namenszusatz Die Stockhausen-Gemeinde.

## Geographie

### Geographische Lage
Als typische Flächengemeinde erstreckt sich Kürten mitsamt seinen Gemeindeteilen (vier Kirchdörfer, zahlreiche Hofschaften) über eine Nord-Süd-Ausdehnung von 11,2 Kilometern und eine Ost-West-Ausdehnung von 10,8 Kilometern.
Kürten liegt im Bergischen Land rund 24 Kilometer (Luftlinie) nordöstlich von Köln. Die Gemeinde gehört zum Naturpark Bergisches Land. Durch das Ortsgebiet fließt die Kürtener Sülz, der nördliche Quellfluss der Sülz.  Nordwestlich des Ortsteiles Herrscherthal befindet sich die höchste Erhebung von Kürten, der Hämmerich mit einer Höhe von 292 m.

### Nachbargemeinden
- Städte: Wermelskirchen, Wipperfürth, Overath, Bergisch Gladbach
- Gemeinden: Lindlar, Odenthal.

### Gemeindegliederung
Zur Gemeinde Kürten gehören neben dem namengebenden Kernort die Ortsteile Bechen, Biesfeld, Miebach, Dürscheid, Offermannsheide und Olpe. Das Gemeindegebiet umfasst die Gemarkungen Bechen, Breibach, Collenbach, Engeldorf, Dürscheid, Kürten und Olpe. Das Gemeindegebiet Kürten umfasst darüber hinaus eine Vielzahl von Dörfern, Weilern und Hofschaften, siehe unten: Navigationsleiste Ortsteile, Ortschaften und Wohnplätze von Kürten.

## Einwohnerstatistik
Kürten gehört zu den historisch langsam gewachsenen Orten im Bergischen Land. Mit Beginn der 1960er-Jahre erfolgte ein signifikanter Anstieg der Einwohnerzahl. Seit 2000 stagniert die Einwohnerzahl.

Einwohnerentwicklung von Kürten von 1839 bis 2020

| Jahr       | Einwohner |
| ---------- | --------- |
| 30.06.1829 | 2373      |
| 30.06.1890 | 2591      |
| 30.06.1925 | 2329      |
| 30.06.1938 | 2684      |
| 30.06.1946 | 3903      |
| 30.06.1953 | 3617      |
| 31.12.1962 | 10170     |
| 31.12.1963 | 10520     |
| 31.12.1964 | 10810     |
| 31.12.1965 | 11155     |
| 31.12.1966 | 11456     |
| 31.12.1967 | 11676     |
| 31.12.1968 | 12145     |
| 31.12.1969 | 12516     |
| 31.12.1970 | 12932     |
| 31.12.1971 | 13254     |
| 31.12.1972 | 13526     |

| Jahr       | Einwohner |
| ---------- | --------- |
| 31.12.1973 | 13988     |
| 31.12.1974 | 14340     |
| 31.12.1975 | 14776     |
| 31.12.1976 | 15253     |
| 31.12.1977 | 15630     |
| 31.12.1978 | 15751     |
| 31.12.1979 | 16060     |
| 31.12.1980 | 16371     |
| 31.12.1981 | 16514     |
| 31.12.1982 | 16601     |
| 31.12.1983 | 16690     |
| 31.12.1984 | 16853     |
| 31.12.1985 | 16755     |
| 31.12.1986 | 16830     |
| 31.12.1987 | 16599     |
| 31.12.1988 | 16814     |
| 31.12.1989 | 17084     |

| Jahr       | Einwohner |
| ---------- | --------- |
| 31.12.1990 | 17516     |
| 31.12.1991 | 17946     |
| 31.12.1992 | 18211     |
| 31.12.1993 | 18401     |
| 31.12.1994 | 18574     |
| 31.12.1995 | 18771     |
| 31.12.1996 | 19014     |
| 31.12.1997 | 19250     |
| 31.12.1998 | 19443     |
| 31.12.1999 | 19544     |
| 31.12.2000 | 19570     |
| 31.12.2001 | 19679     |
| 31.12.2002 | 19986     |
| 31.12.2003 | 20040     |
| 31.12.2004 | 20116     |
| 31.12.2005 | 20077     |
| 31.12.2006 | 20059     |

| Jahr       | Einwohner |
| ---------- | --------- |
| 31.12.2007 | 19963     |
| 31.12.2008 | 19817     |
| 31.12.2009 | 19767     |
| 31.12.2010 | 19639     |
| 31.12.2011 | 19481     |
| 31.12.2012 | 19489     |
| 31.12.2013 | 19458     |
| 31.12.2014 | 19553     |
| 31.12.2015 | 19893     |
| 31.12.2016 | 19900     |
| 31.12.2017 | 19855     |
| 31.12.2018 | 19768     |
| 31.12.2019 | 19662     |
| 31.12.2020 | 19716     |
| 31.12.2021 | 19832     |

### Konfessionsstatistik
Die Pfarrgemeinde St. Marien wurde am 1. Januar 2010 als selbständige Pfarrei errichtet. Ihr Pfarrgebiet ist fast deckungsgleich mit dem Gebiet der Gemeinde Kürten. In 2009 lebten 11.278 Katholiken in Kürten, mit Stand 2015 zählten insgesamt ca. 10.860 Katholiken zur Pfarrgemeinde.
Gemessen an der Einwohnerzahl war das ein Anteil von ca. 55 %.

## Geschichte

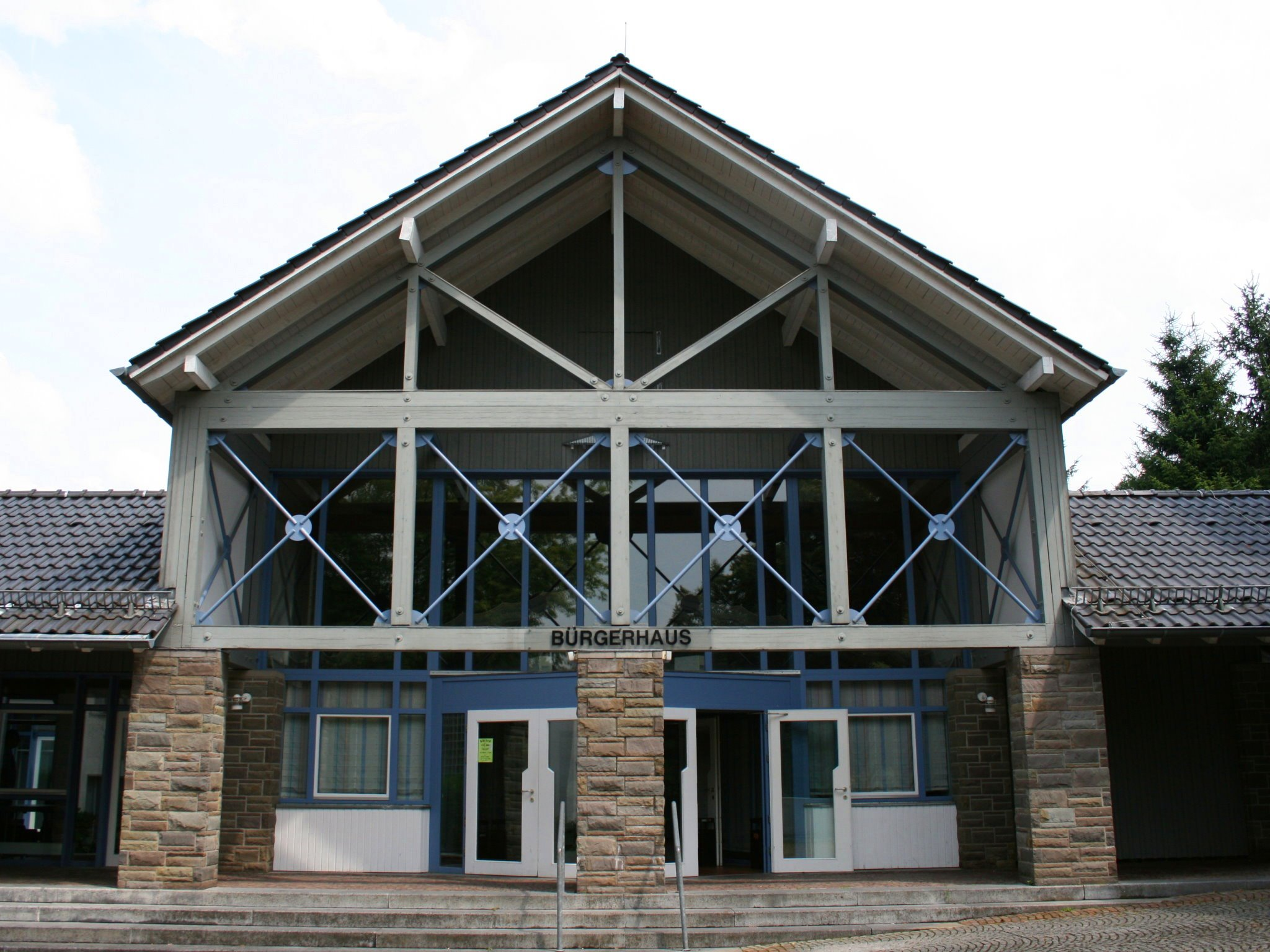
Das Bürgerhaus

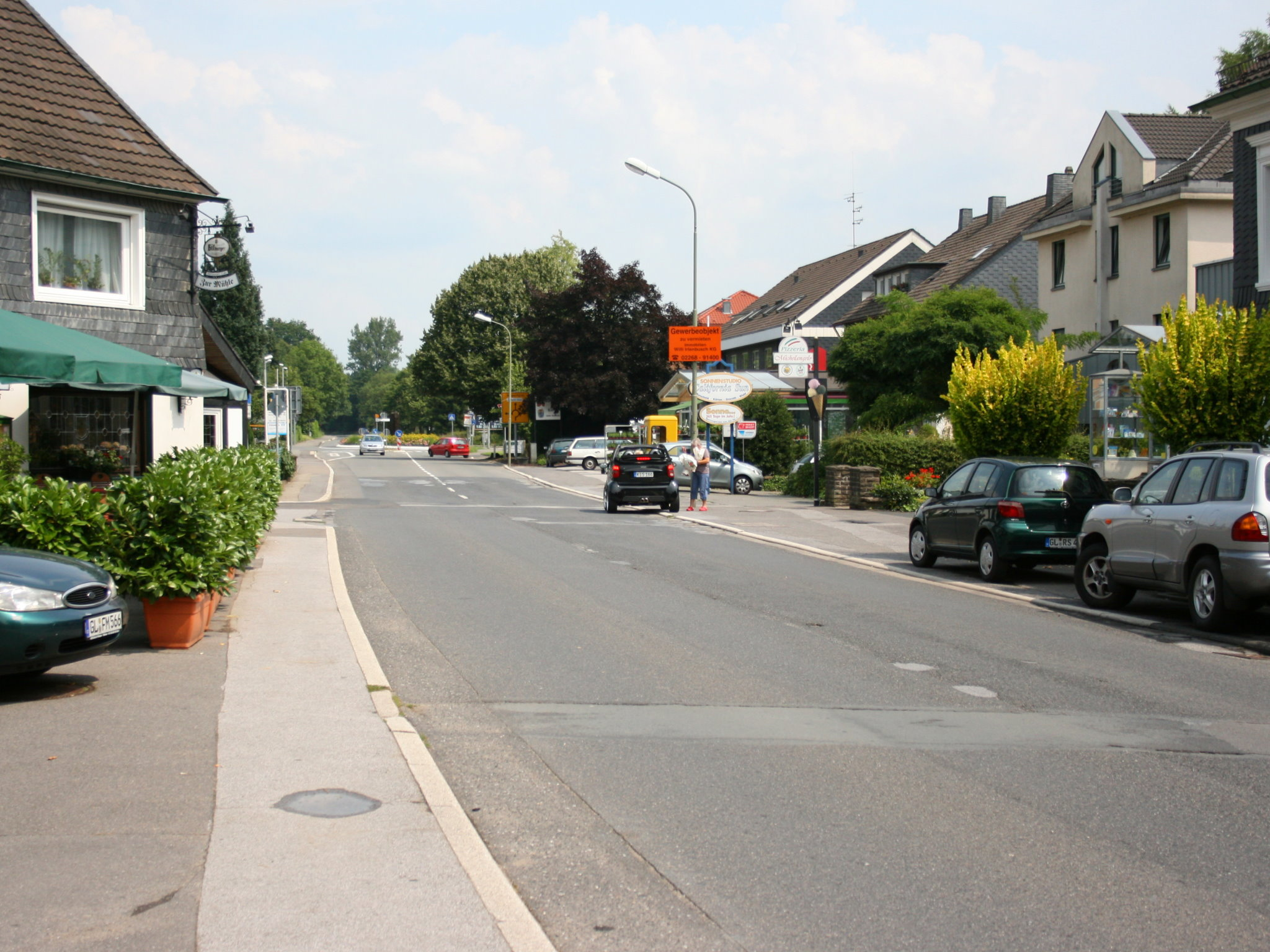
Die Wipperfürther Straße (L 286) ist die Hauptstraße durch den Ort

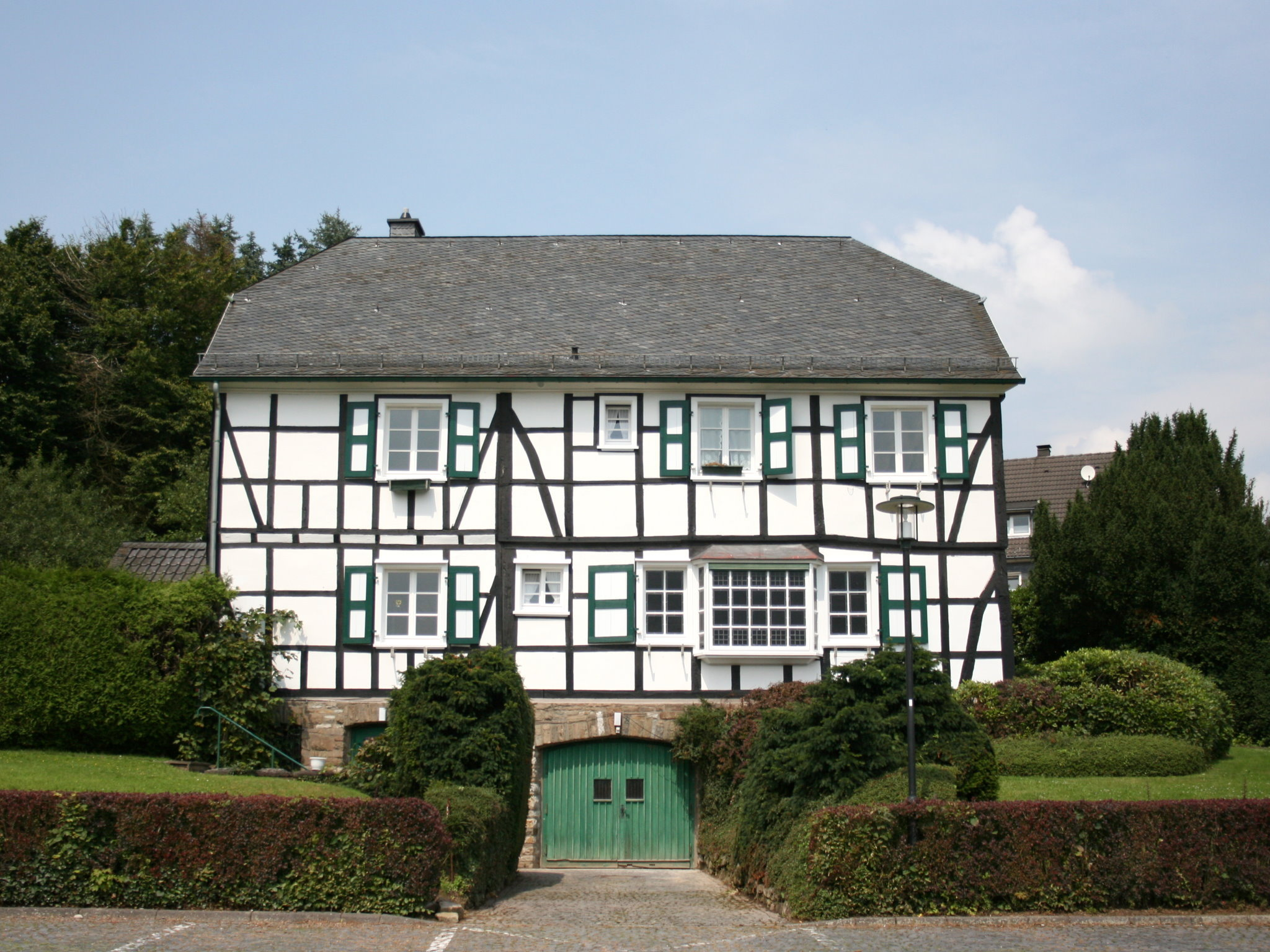
Kürtener Wohnhaus im Bergischen Fachwerkstil

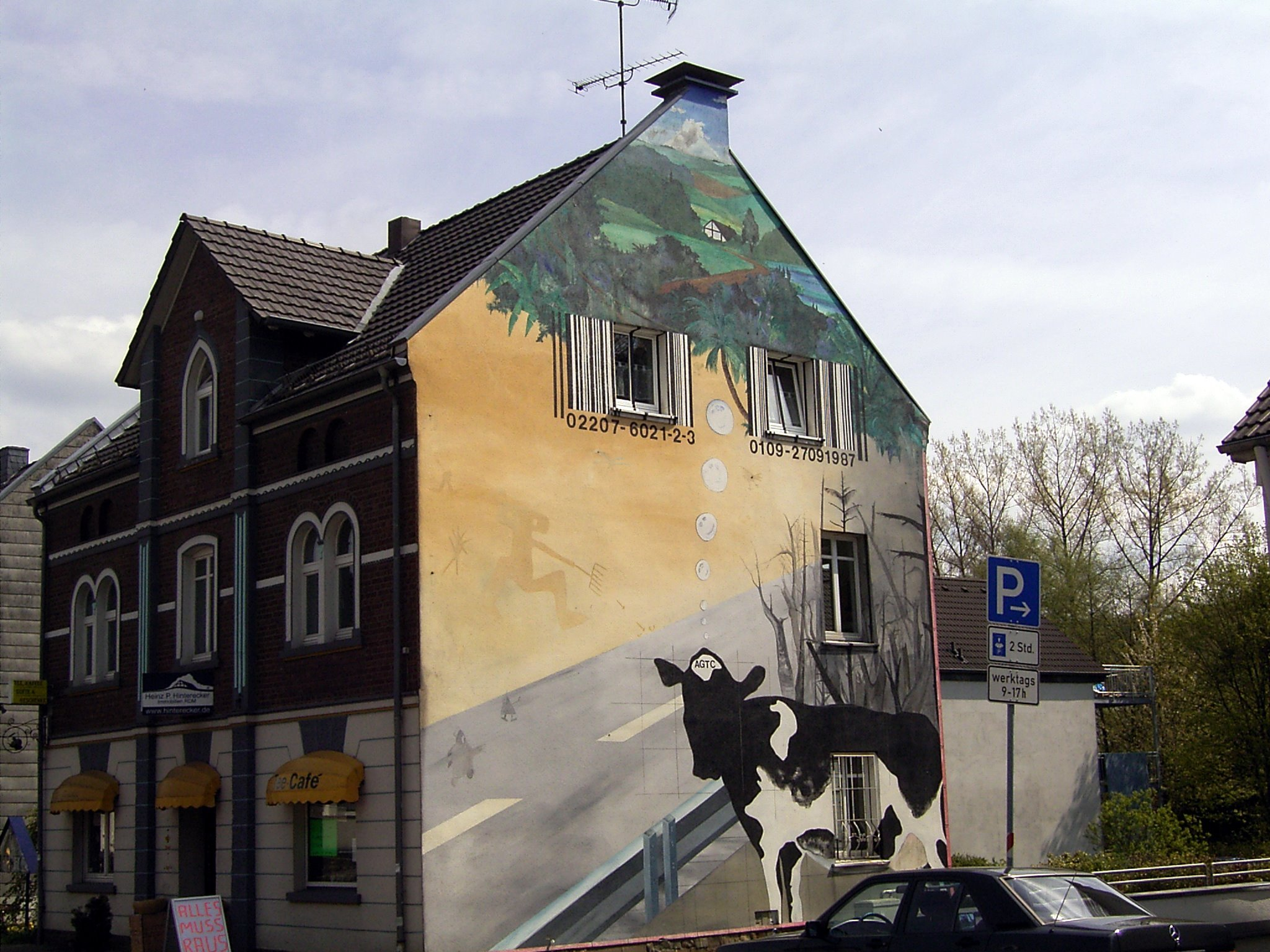
Ein auffallendes Wandgemälde im Ortsteil Dürscheid

### Kürten und der „Liber Valoris“, 1308 bis 2008
Der vorerst früheste gesicherte schriftliche Nachweis für die Existenz eines Kirchdorfes Kürten datiert aus Anfang des 14. Jahrhunderts. Um 1308 verzeichnet der Liber valoris ecclesiarum Coloniensis dioceses, kurz Liber valoris, den Ort CURTINE als Pfarrgemeinde zu der Kirche St. Johannes Baptist mit Pastorat und Vikariat, angesiedelt im Dekanat Deutz. Heute lagert das Dokument im Landesarchiv Nordrhein-Westfalen Abteilung Rheinland.
Dieses erste Manuskript mit Beleg für die Existenz einer Gemeinde Kürten erschien knapp anderthalb Jahrhunderte später als das früheste schriftliche Zeugnis für die heute längst eingemeindeten Orte Bechen und Olpe. Hinweise für ein höheres Alter des Kirchdorfs Kürten gibt der Kirchenbau selbst, dessen wenige verbliebene Sockelreste unter dem Kirchturm ins frühe Hochmittelalter zu datieren sind. Mit der Namensgebung „Sankt Johannes Baptist“ ist das Gotteshaus Johannes dem Täufer geweiht. Diese Taufkirchen reichen vielfach in die Zeit der Christianisierung des Bergischen Landes zurück. Kürten könnte also bereits in der Merowingerzeit, zwischen 700 und 800, besiedelt worden sein. Diese Annahme stützt auch ein Hinweis im Prümer Urbar, einem Güterverzeichnis von 893: Hier wird eine nicht näher bezeichnete Kirche erwähnt, die zwischen den beiden Orten Enkeln und Vogelberg liegt, beide eine „halbe Meile“ vom Kloster Altenberg entfernt. Nach Meinung einiger Lokalhistoriker handelt es sich hierbei um die Kürtener Kirche; generell herrscht aber Unsicherheit hinsichtlich der topographischen Zuordnung der Angaben des Prümer Urbar.

### Ortsname und Topografie
Als Schreibweise des Orts- und auch Familiennamens Kürten galt bis 1930 allgemein „Cürten“. In den Jahrhunderten zuvor erschienen auch die Formen „Curten“, „Cürthen“, „Cörten“ und „Corten“. Für die Herkunft des Ortsnamens selbst gibt es mehrere Auffassungen.
- Kürten könnte sich ableiten aus „Op de Corte“, sinngemäß: „Auf dem kurzen (Wasserlauf)“. Diese Meinung vertrat der Heimatforscher Theo Stockberg. Tatsächlich existierte ein solcher Zufluss zur Sülz in der Nähe der heutigen Gesamtschule Kürten.

Eine naheliegendere Interpretation des Ortsnamens „Kürten“ begründet sich wie folgt:
- Die herkömmliche Auslegung des Ortsnamens beruft sich auf das mittellateinische „curtis“ für Hof, Fronhof oder Hofstelle. Dabei umschreibt „curtis“ den freien, viereckigen Platz innerhalb eines eingefriedeten Hofes. Für die Deutung von „curtis“ als „Hof“ spricht diese Darstellung: „Indem sich die hofhörigen Kötter um den Herrenhof ansiedelten, entstand das Dorf. In naturgemäßer Entwicklung wurde dann das Wort curtis – in der Form „Curts“, „zur Cürten“ – von den Siedlern zunächst auf den Hof selbst und in späterer Zeit auf das Dorf übertragen. Im Mittellateinischen ist „curtina“ ≈ kleine curtis ≈ kleiner Hof. Als Endsilbe „court“ erscheint das Wort (neben der gebräuchlichsten Endung „-hofen“ und den weiteren seltenen Endungen „-hoop“, „-hop“) zur Bezeichnung des Herrenhofs und von Gruppen von Bauanwesen.“[3]

Dieser Ansatz ist historisch untermauert: Faktisch existieren Hinweise auf einen Herrenhof, der wahrscheinlich zum Kölner Domkapitel gehörte. Kürten als Ort eines Landgerichts erscheint erstmals in Aufzeichnungen von Gerichtsprotokollen seit der Mitte des 16. Jahrhunderts: Kürten erhielt 1555 ein eigenes Siegel. Das Landgericht Kürten war zuständig für die Kirchspiele Kürten, Bechen und Olpe. Die Kürtener Gerichtsbarkeit selbst war damals und noch in den folgenden Jahrhunderten dem Amt Steinbach unterstellt.
- Bereits im Liber valoris des Jahres 1308 ist Kürten als „Curtine“ vermerkt. Phonologie und Semantik sowie historische Befunde legen  nahe,  den Ortsnamen „Kürten“ tatsächlich aus „Curtine“ herzuleiten. Gegenüber der  Auslegung von „curtis“ als „Fronhof“ erfährt das spätmittelalterliche „Curtine“ insofern einen erweiterten Bedeutungsumfang, als „Curtina“ eben nicht nur „Kleiner Hof“/„Gerichtshof“, sondern auch „Wall“ oder „Mauer“ (als Teil einer „curtis“) bedeutet; dies ebenso wie das neuhochdeutsche „Kurtine“. Unter Kurtine versteht man noch heute die Verbindungsmauer zwischen zwei Türmen oder Bastionen einer Burg oder Festung. Auch topographische Bezüge unterstützten die Curtine-Deutung. Zweieinhalb Kilometer östlich des Kernorts Kürten, bereits zum Kirchspiel Kürten-Olpe gehörend, existiert ein ehemaliger Burg- beziehungsweise Ringwall. In unmittelbarer Nähe zu dieser Anlage findet sich auch der heute zu Kürten gehörende Weiler Burgheim.

Daher verweisen die archäologischen und ortsnamenskundlichen Befunde rund um Kürten, also auch Burgheim mitsamt seinem Ringwall und der sicherlich dazugehörenden Kurtine, in die Zeit der Christianisierung der fränkischen Stämme im beginnenden Mittelalter. Für die damalige Zeit kann man von einem vermehrten Bedarf an vermutlich befestigten Taufstätten und Gemeindegründungen auf vormals heidnischem Boden in der Region ausgehen – mithin auch von einer exklusiven Verehrung des Johannes des Täufers.

### Archiv der Gemeinde
Das Kürtener Gemeindearchiv enthält überwiegend Verwaltungsakten. Die Unterlagen, die das Altarchiv verwahrt, beginnen mit der Zeit der Verwaltungsstrukturierung nach dem Code civil unter napoleonischer Herrschaft. Bestand 1 umfasst die Akten von 1804 bis 1918, Bestand 2 bezeichnet die Sammlung vom Ende des Ersten bis zum Ende des Zweiten Weltkrieges, Bestand 3 bezieht sich auf die Akten der Nachkriegszeit von 1945 bis 1963.
Hinzu kommen etliche Bestände eigener und fremder Provenienz, von privaten Nachlässen, Sammlungen und Ausstellungs-Materialien, etwa zu Karlheinz Stockhausen (fortlaufend), zur Währungsreform 1948, zur 700-Jahr-Feier (2008); zuletzt bildete sich ein Bestand „Kürten vor, in und nach dem Zweiten Weltkrieg“ mit Bezug zu der aus Gemeindearchivalien entstandenen Ausstellung „Rückblicke auf Kürten 1933–1955“ (2012).
Aufgrund mangelnder schriftlicher Zeugnisse aus der Zeit vor Napoleon kann das Archiv lediglich Auskunft geben über einen Zeitraum von 200 Jahren – mit einer bemerkenswerten Ausnahme: Im Jahr 2000 gelangte ein Bündel von 160 weitaus älteren Schriftstücken in das Gemeindearchiv: Neun Original-Akten aus dem 16. Jahrhundert, zum einen Kirchenakten aus dem Dorf Olpe, zum anderen Protokolle des von Landsbergische Lehnsgericht Olpe. Dabei handelt es sich um Originalunterlagen aus dem 16. bis 19. Jahrhundert und insbesondere aus der Zeit um 1780. Das älteste Dokument in der betreffenden Sammlung, ein Gerichtsprotokoll, stammt aus dem Jahre 1572. Fotokopien dieser Lehnsgerichtsprotokolle wurden von N. J. Breidenbach in den 1980er-Jahren angefertigt und befinden sich in der Katholischen Öffentlichen Bücherei der Pfarrgemeinde St. Margareta in Kürten-Olpe und in der Privatsammlung „Quellen & Materialien“ N. J. Breidenbach in Wermelskirchen.
Das Zwischenarchiv beherbergt die in neuester Zeit registrierten Verwaltungsakten.
Zur örtlichen Historie siehe auch: Liste der Baudenkmäler in Kürten
Seit 2009 erteilt das Archiv Auskünfte im Bereich Familien- und Ahnenforschung, nachdem die Auskunftspflicht gegenüber der Öffentlichkeit von den Standesämtern auf die kommunalen Archive übergegangen ist. Betroffen ist davon die Offenlegung historischer Personenstandsurkunden seit 1810.
Seit 2017 entsteht mit ehrenamtlichem Einsatz ein Kürtener Ortsarchiv, das überwiegend die (Bücher-)Bestände des „Geschichtsvereins für die Gemeinde Kürten und Umgebung e. V.“ betreut. Das Gemeindearchiv im Rathaus-Neubau und das Ortsarchiv im Rathaus-Altbau arbeiten eng zusammen, insbesondere, was Auswahl, Zuordnung und Verzeichnen der Themen angeht. Ziel ist die Wahrnehmung beider Archive als örtliches Zentrum für heimatgeschichtliche Bildung. Zu nennen sind drei Schwerpunkte: die Verwaltungsakten des Zwischenarchivs (seit 1980), die Akten/Bestände des Altarchivs (1810–1965) sowie die Bücher, Zeitschriften, Hefte und Bildbestände des Ortsarchivs.

### Zeittafel
- vermutl. 9. Jhdt.: Hinweise auf eine Besiedlung und Kirchengründung
- 1171: Erste urkundliche Erwähnung des Gemeindeteils Olpe
- 1175: Erste Erwähnung des Gemeindeteils Bechen
- 1217: Erste Erwähnung des Gemeindeteils Dürscheid
- 1308: Erste urkundliche Erwähnung von Kürten: Der Liber valoris verzeichnet den Ort „Curtine“ als Standort für eine Kirche.
- Um 1300: Die Grafen derer von Berg – seit 14. Jh. Herzöge von Berg – führen eine Ämterverfassung ein, die erst 1808 durch Napoleon aufgehoben wird. Rund 500 Jahre lang untersteht Kürten mit den Honschaften Bechen, Breibach, Engelsdorf, Kollenbach, Oberhonschaft, Berg, Olpe und Dierdorf durchgängig dem Amt Steinbach, die Honschaft bzw. das Kirchspiel Dürscheid dem Amt Porz.
- 1363, 6. September: Erste schriftliche Hinweise auf Ämter der Grafschaft Berg. Die Urkunde beschreibt das Amt Steinbach mit seinen Orten Wipperfeld, Bechen, Kürten, Olpe, Lindlar, Overath, Engelskirchen, Hohkeppel und Wipperfürth.
- 1555: Hinweis auf das alte Siegel der Kürtener „Landgeding“ (Landgericht).
- 1699: Kürten ist Standort einer Gerichtsbarkeit (Landgericht/Hofgericht; vgl. Ortnamensdeutung „Curtis“, vgl. mittelalterl. Beleg für „Curtine“). Hinweis auf Herrenhof mit Patronatsherrschaft und Schöffengericht, dem auch Biesfeld und Offermannsheide zugeordnet sind.
- 1739: Amtszugehörigkeit: Wiederum Nachweise für die Zuordnung des Kirchspiels Kürten zum Amt Steinbach.
- 1806: „Franzosenzeit“: König Maximilian I. Joseph von Bayern tritt das Herzogtum Berg an Napoleon ab. 1806 entsteht der Rheinbundstaat Großherzogtum Berg. Unter Joachim Murat erfolgen 1808 durchgreifende Reform der Verwaltungen, insbesondere der Kommunen: Einführung des „Code civil“ mit Einrichtung von Bürgermeistereien („Mairie“) – (Mairies = Bürgermeistereien). – Der Bereich des heutigen Kommunalgebietes untersteht dem Rheindepartement. Dabei gehören die Mairie Kürten mit Bechen und die Mairie Olpe mit Wipperfeld zum Kanton Wipperfürth / Arrondissement Elberfeld. Dürscheid wiederum gehört zu Mairie Bensberg und untersteht damit dem Kanton Bensberg im Arrondissement Mülheim.
- 1815: Wiener Kongress: Das vormalige Herzogtum Berg – und mit ihm die beiden Bürgermeistereien Kürten und Olpe – werden Preußen zugeordnet.
- 1816–1927: Neuordnung im Regierungsbezirk Köln: Die Bürgermeistereien Kürten und Olpe werden dem Kreis Wipperfürth, Dürscheid (als Gebiet der Bürgermeisterei Bensberg) wird dem Kreis Mülheim zugeteilt. 1927 werden die beiden Bürgermeistereien zu Ämtern.
- 1929: Zusammenschluss: Die beiden Ämter Kürten (bestehend aus den Gemeinden Kürten und Bechen) und Olpe (bestehend aus den Gemeinden Olpe und Wipperfeld) werden zusammengelegt.
- 1932: 1. Oktober: Das Amt Kürten wird Teil des neu konstituierten Rheinisch-Bergischen Kreises, ebenso Dürscheid als Teil der Stadt Bensberg.
- 1935, 25. Feb.: Namensänderung der Landgemeinde „Cürten“ in „Kürten“.
- 1946: Neuordnung und Zuwanderung: Das Amt Kürten wird Teil des neu gebildeten Landes Nordrhein-Westfalen. Flüchtlinge und Vertriebene aus vorherigen deutschen Ostgebieten führen zu einem deutlichen Bevölkerungszuwachs.
- 1975: 800 Jahre Bechen – Der Ortsteil Bechen feiert das Jubiläum seiner Ersterwähnung.
- 1975: 1. Januar – Kommunale Neugliederung: Die bisherige Gemeinde Kürten und wesentliche Teile der Gemeinden Bechen und Olpe schließen sich zu der neuen Gemeinde Kürten zusammen (§ 11 Abs. 1 Köln-Gesetz). In die neue Gemeinde werden zudem Teile der damaligen Stadt Bensberg (unter anderem Dürscheid) und kleinere Gebiete der Gemeinden Lindlar, Odenthal und Wipperfeld eingegliedert. Im Verlauf der Auflösung des Amtes Kürten wird der größte Teil des vormaligen Ortsgebiets von Wipperfeld Teil der Stadt Wipperfürth. Die Gemeinde Kürten bleibt Teil des Rheinisch-Bergischen Kreises; hingegen werden die Gemeinde Lindlar und die Stadt Wipperfürth dem Oberbergischen Kreis zugeordnet.
- 2000: Aufschwung und Krisen: Die Aufbauleistungen in allen Regionen der Bundesrepublik Deutschland in der zweiten Hälfte des 20. Jahrhunderts eröffnen auch in Kürten bis in die 1990er-Jahre einen bislang ungeahnten infrastrukturellen und wirtschaftlichen Aufschwung, begleitet von einem Bevölkerungszuwachs von knapp 4000 Menschen in der Nachkriegszeit bis zu einer Größe von über 20.000 Einwohnern im Jahre 2000. Im Gegenzug zeigen sich seit der Jahrtausendwende mit den immer knapper werdenden Mitteln der öffentlichen Haushalte die Zeichen eines Wachstumsrückgangs.
- 2008: 700 Jahre Kürten: Der Hauptort Kürten feiert das Jubiläum seiner Ersterwähnung als CURTINE im Liber valoris (1308).
- 2010: „Die Stockhausen-Gemeinde“ – Kürten darf sich offiziell nach ihrem Ehrenbürger, dem Komponisten Karlheinz Stockhausen (1928–2007), benennen. Begleitend zahlreiche Ausstellungen, Stockhausen-Kurse und Konzerte.
- 2012: „Rückblicke auf Kürten 1933–1955“ – Bürgerforum und Gemeindearchiv präsentieren und informieren.
- 2013: 27. April: Sechster Tag der Rheinisch-Bergischen Geschichte in Kürten.

## Politik

### Gemeinderat

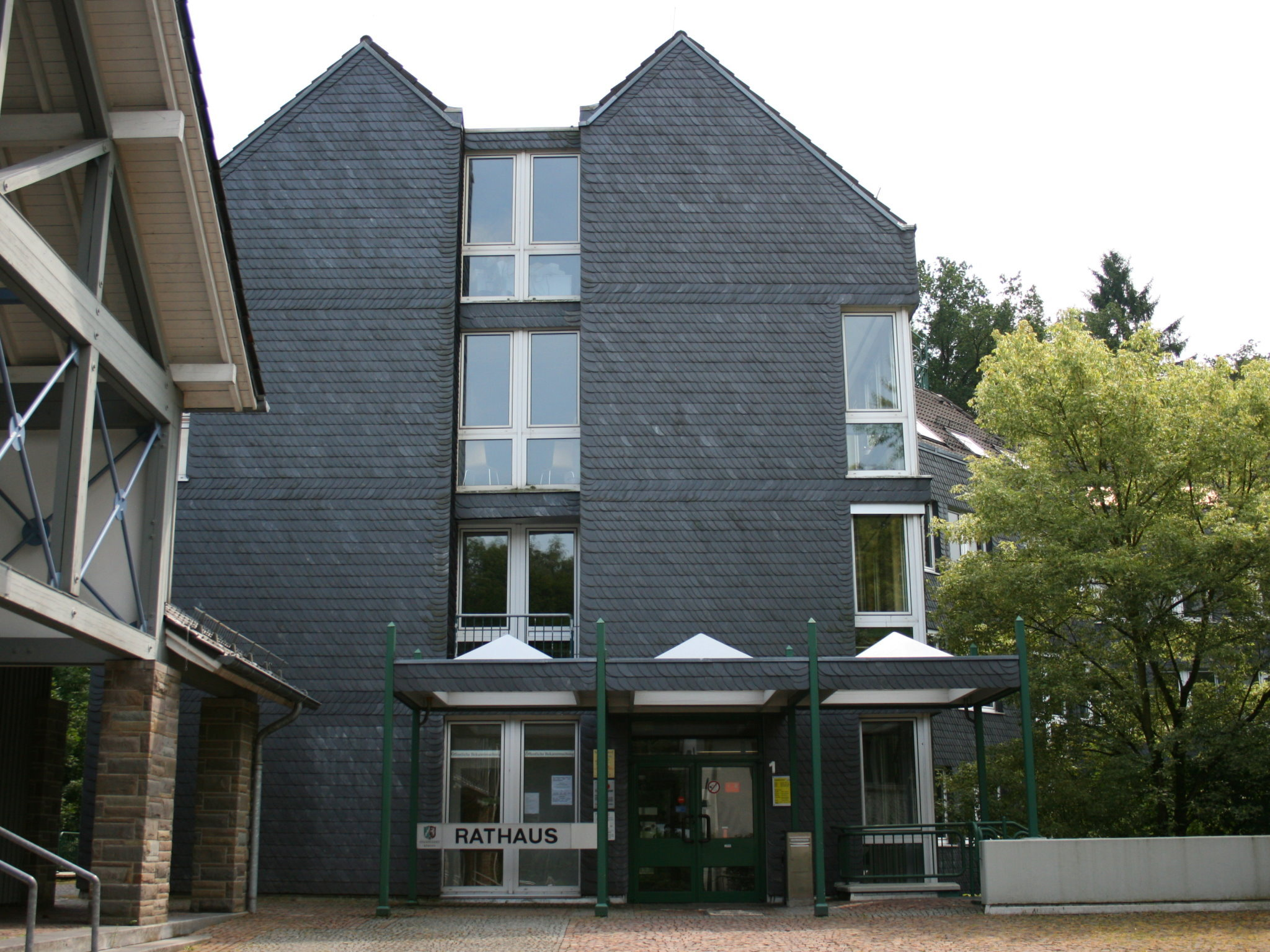
Neues Rathaus Kürten

| Partei    | 2020   | 2014   | 2009   | 2004   | 1999   |
| --------- | ------ | ------ | ------ | ------ | ------ |
| CDU       | 38,9 % | 42,9 % | 38,2 % | 39,0 % | 42,9 % |
| B90/Grüne | 18,8 % | 10,1 % | 07,4 % | 06,3 % | 04,8 % |
| FW        | 15,3 % | –      | –      | –      | –      |
| SPD       | 13,9 % | 16,5 % | 14,0 % | 14,7 % | 16,7 % |
| FDP       | 11,0 % | 10,8 % | 14,6 % | 13,1 % | 11,9 % |
| AfD       | 2,2 %  | –      | –      | –      | –      |
| BfB       | –      | 19,7 % | 22,8 % | 26,7 % | 23,8 % |
| Linke     | –      | –      | 02,5 % | –      | –      |

| Partei    | 2020 | 2014 | 2009 | 2004 | 1999 |
| --------- | ---- | ---- | ---- | ---- | ---- |
| CDU       | 16   | 16   | 13   | 13   | 18   |
| B90/Grüne | 08   | 04   | 02   | 02   | 02   |
| FW        | 06   | –    | –    | –    | –    |
| SPD       | 06   | 06   | 05   | 05   | 07   |
| FDP       | 05   | 04   | 05   | 05   | 05   |
| AfD       | 01   | –    | –    | –    | –    |
| BfB       | –    | 08   | 08   | 09   | 10   |
| Linke     | –    | –    | 01   | –    | –    |

### Bürgermeister
Bürgermeister ist seit der Kommunalwahl 2014 der parteilose Willi Heider. In einem zweiten Wahlgang erzielte er 61,19 % der abgegebenen Stimmen.

### Finanzwesen
Seit 2008 löst das Neue Kommunale Finanzmanagement (NFK) die herkömmliche Kameralistik für die verwaltungsinterne Haushaltsführung ab.

### Wappen
| Wappen von Kürten | Blasonierung: „Geteilt von Silber und Rot, oben ein zwiegeschwänzter, blaubewehrter und -gekrönter roter Löwe, unten ein silberner Fischreiher mit angezogenem rechten Bein und silbernem Fisch im Schnabel.“ |
| Wappen von Kürten | Wappenbegründung: Traditionell bildet der Bergische Löwe stets einen Teil der Wappenzeichnung der Ortschaften, die auf dem Gebiet der ursprünglichen Grafschaft Berg liegen. Um die Wappen voneinander zu unterscheiden, belegen die Städte und Gemeinden dieser Region die frei zu gestaltende Hälfte ihrer Wappenflächen zusätzlich mit einem eigenständigen lokalen Symbol. Das Kürtener Wappen zeigt in der oberen Hälfte den Bergischen Löwen. Der Fischreiher im unteren Teil des Wappens deutet den Fischreichtum der zahlreichen Bäche an. Das Gemeindewappen entspricht im Wesentlichen dem ursprünglichen Siegel des Gerichts in Cürten von 1598. Dieses alte Gerichtssiegel zeigt auch der Abdruck in einer Akte aus dem Jahr 1742; Dieses Dokument wurde erst 1925 im Staatsarchiv in Düsseldorf aufgefunden. Ein Jahr später wurde dieses Wappen schließlich der Gemeinde Kürten verliehen und zwar zunächst durch Erlass des preußischen Staatsministeriums vom 5. Oktober 1926. Noch ein weiteres Mal, nämlich mit Gründung der Bundesrepublik Deutschland, wurde das Wappen dem Amt Kürten verliehen – nunmehr per Urkunde der Landesregierung des Landes Nordrhein-Westfalen vom 8. Dezember 1949. In der Folgezeit hatte das Wappen Geltung bis zur kommunalen Neuordnung am 1. Januar 1975: Zu diesem Zeitpunkt wurden auch die heutigen Teilgemeinden Bechen und Olpe in das Wappenprivileg einbezogen. Als Reaktion auf die veränderte lokalpolitische Situation erhielt Kürten ein neu überarbeitetes Gemeindewappen, das in seiner heutigen Form per Urkunde vom 15. März 1982 vom Regierungspräsidenten in Köln genehmigt wurde. |

### Städtepartnerschaften
Seit 1999 ist Partnerstadt Kürtens die italienische Stadt Rodengo-Saiano in der Lombardei.

## Wirtschaft und Industrie

### Handel und Gewerbe
Seit 1977 gehört Kürten zum IHK-Bezirk Köln.
Der Zuzug zahlreicher Familien nach Kürten führte bis in die 1990er Jahre zu einem deutlichen Bevölkerungswachstum. Viele ortsansässige Berufstätige sind außerhalb Kürtens beschäftigt. In den vergangenen Jahren hat Kürten einige Gewerbeflächen ausgewiesen, es siedelten sich überwiegend Handwerksbetriebe an.

### Tourismus
Im Ortsteil Broch befindet sich das Sauna- und Badeland „Splash-Bad“. Mit der Großen Dhünntalsperre verfügt Kürten über die zweitgrößte Trinkwassertalsperre in Deutschland.

### Vereinsfestival
Unter dem Motto „Wir in Kürten“ begehen alle drei Jahre mehr als 50 Gruppen und Institutionen sowie Vertreter der italienischen Partnergemeinde ihr Vereinsfestival.

## Verkehr
Zur A 1, A 3 und A 4 gelangt man jeweils innerhalb von 15 bis 30 Minuten, mit öffentlichen Verkehrsmitteln beträgt die Fahrzeit nach Köln weniger als eine Stunde. Köln-Bonn ist der nächstgelegene Flughafen.

### Straßenverkehr
In Kürten waren am 1. Januar 2018 16.338 Kraftfahrzeuge zugelassen, davon 13.307 Pkw.
- B 506 (Köln – Bergisch Gladbach – Kürten-Bechen – Wipperfürth)

### Eisenbahn
Kürten hatte nie einen eigenen Bahnanschluss.
Der nächstgelegene Bahnhof befindet sich in Bergisch Gladbach. Von dort fährt die S-Bahn Linie S11 über Köln und Neuss zum Düsseldorfer Flughafen.

### Busverbindungen
- 426: Bergisch Gladbach (S) – Dürscheid – Kürten – Thier – Wipperfürth (Wupsi, Montag bis Freitag bis 21 Uhr 20-Minuten-Takt, Nachtbusverbindungen, am Wochenende 30-Minuten-Takt bis Stundentakt)

- 427: Bergisch Gladbach (S) – Bechen – Weiden – Kürten-Olpe – Wipperfeld – Wipperfürth (Wupsi, Montag bis Freitag 20-Minuten-Takt bis Bechen, alle 40 Minuten bis Weiden und stündlich bis Kürten-Olpe. Am Wochenende Stundentakt)

- 429: Bergisch Gladbach (S) – Eichhof – Olpe – Ahe – Wipperfürth (Wupsi, dient primär dem Schüler- und Berufspendlerverkehr nach Bergisch Gladbach und Wipperfürth)

- 335: Lindlar – Linde – Biesfeld – Dürscheid – Herrenstrunden (OVAG, Montag bis Freitag etwa alle zwei Stunden, Samstags- und Feiertagsverkehr mit Taxibussen, kein Abend- und Nachtverkehr)

- 454: Bensberg – Moitzfeld – Herkenrath – Spitze – Herweg – Bechen (RVK, täglich im Stundentakt)

Darüber hinaus existieren zahlreiche Buslinien, die den Schülerverkehr unterstützen und die ausschließlich an Schultagen verkehren.
Kürten gehört zum Tarifgebiet des Verkehrsverbund Rhein-Sieg (VRS).

## Bildung, Kultur, Leistung

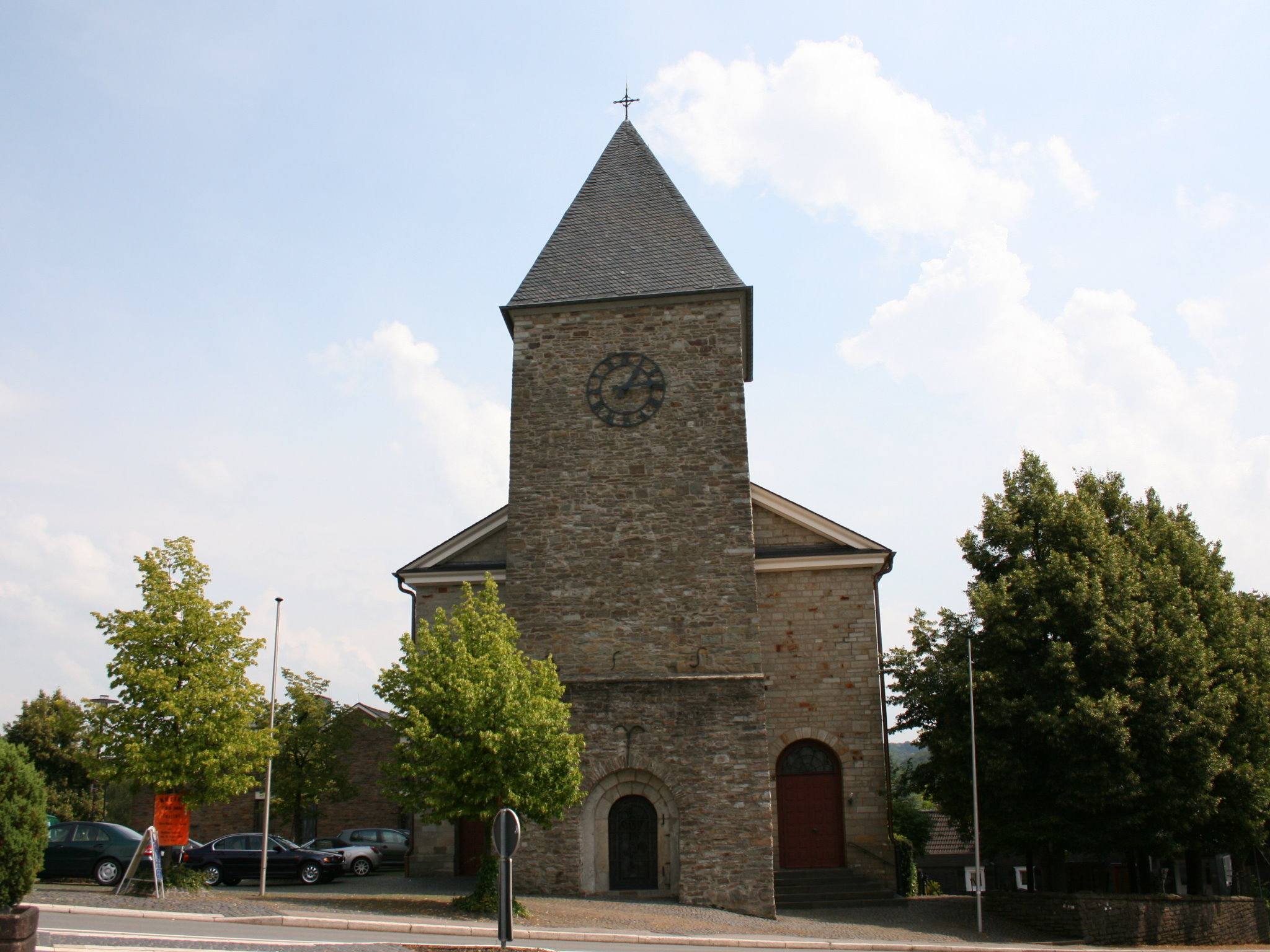
Katholische Kirche St. Johannes Baptist

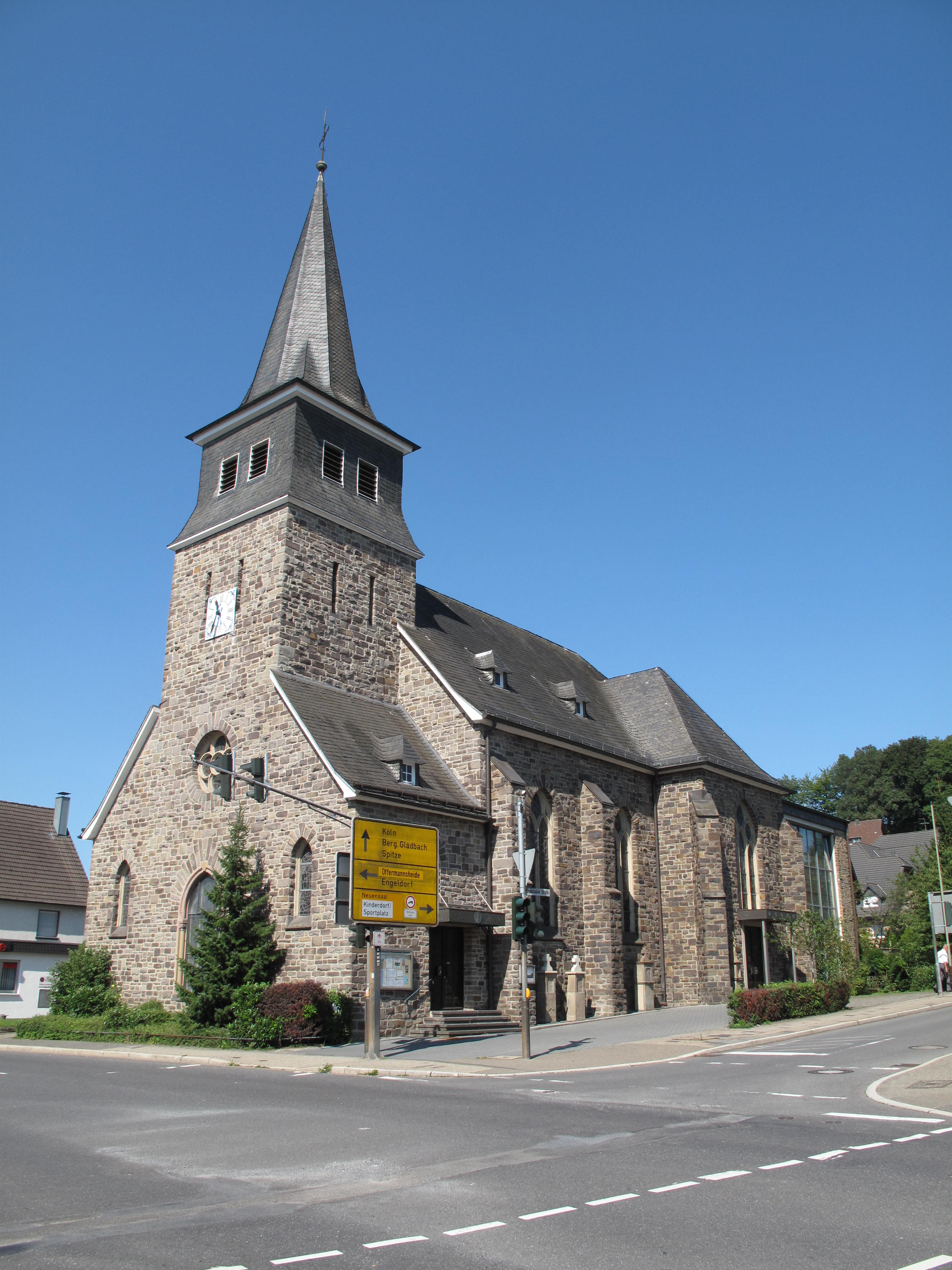
Biesfeld, Kirche

### Kirchliche Zugehörigkeit
Kürten ist traditionell römisch-katholisch. Der Liber Valoris (1308) belegt bereits im 14. Jahrhundert Kürtens Zugehörigkeit zum Erzbistum Köln. Auszugehen ist von einer Pfarrgemeinde unter der Kirche St. Johannes Baptist bereits seit dem 9. Jahrhundert.
Seit 1960 gewinnt auch die evangelische Landeskirche an Einfluss (Kirchenkreis Köln, heute zum Kirchenkreis Köln-rechtsrheinisch EKR)
- Katholische Pfarrgemeinde St. Marien; Kirchenverbund seit Neuordnung vom 1. Januar 2010, bestehend aus den Kirchen
  - „St.-Anna-Kapelle“, Kürten-Weiden
  - „St. Antonius Einsiedler“, Kürten-Bechen
  - „St. Johannes Baptist“, Kürten
  - „St. Margareta“, Kürten-Olpe
  - „St. Nikolaus“, Kürten-Dürscheid
  - „St. Petrus und Paulus“, Kürten-Offermannsheide
  - „Mater Dolorosa“ (Pfarrkirche), Kürten-Biesfeld

Angegliedert sind drei katholische öffentliche Büchereien.
- Evangelische Kirchengemeinde Delling mit den Gemeindebezirken
  - Bezirk I: Delling
  - Bezirk II: Biesfeld (Christuskirche) und Bechen (Versöhnungskirche)

- Neuapostolische Kirche Eichhof; Gemeinde Kürten-Eichhof

### Jugend und Erziehung
Kürten verfügt über elf kirchliche, kommunale und private Kindergärten, über fünf Grundschulen, eine Gesamtschule und eine privat geführte Einrichtung für Erziehungshilfe beziehungsweise Kinderdorf („Die Gute Hand“). Hinzu kommen sieben Jugendzentren.
Schulen im Gemeindegebiet:
- Tilman-Röhrig-Gemeinschaftsgrundschule Kürten
- Gemeinschaftsgrundschule Biesfeld
- Gemeinschaftsgrundschule Olpe
- Katholische Grundschule Bechen
- Gemeinschaftsgrundschule Dürscheid
- Gesamtschule Kürten
- Private Einrichtung für Erziehungshilfe Stiftung Die Gute Hand

Das Konzept einer offenen Ganztagesschule („Ogata“) konnte in Kürten, Bechen und Dürscheid verwirklicht werden. – Die Gesamtschule Kürten führt u. a. zur allgemeinen Hochschulreife. Weiterführende Schulen sind darüber hinaus: Herkenrath, Lindlar, Wipperfürth oder Bergisch Gladbach. Die nächstliegenden berufsbildenden Schulen befinden sich in Bergisch Gladbach und in Wipperfürth.

### Offene Bildungseinrichtungen
- Musikschule
- Kurse der Außenstelle der Volkshochschule Bergisch Gladbach
- „Stockhausen-Konzerte und -Kurse“, ausgerichtet durch die Stockhausen-Stiftung für Musik; in Fortsetzung des Werkes des Komponisten Karlheinz Stockhausen (1928–2007), der in Kürten lebte. Seit 1997 finden in Kürten zunächst jährlich und seit 2013 alle zwei Jahre im Hochsommer die international besetzten „Stockhausen-Kurse und -Konzerte“ statt.
- Gut Hungenbach – Kulturgut im Bergischen Land
- KunstRaum B
- China-Forum Galerie T

### Karneval
Kürten liegt im Einzugsbereich der rheinischen Karnevalshochburg Köln. Ob in den tollen Tagen die Karnevalsfreunde Bechen von 1952 e. V. oder die KG Dürscheder Mellsäck e. V. durch die Dorfstraßen ziehen: In Kürten und in den angegliederten Kirchdörfern, insbesondere in Bechen, Dürscheid und in der Kürtener Sülztalhalle finden während der fünften Jahreszeit zahlreiche karnevalistische Aktivitäten statt mit närrischen Sitzungen, Dreigestirn und Umzügen.

## Persönlichkeiten

### Ehrenbürger
- Karlheinz Stockhausen (1928–2007), Komponist, lebte 24 Jahre lang im Ortsteil Kettenberg, wurde 1988 zum bisher einzigen Ehrenbürger Kürtens ernannt. Am 22. August 2008, an dem er 80 Jahre alt geworden wäre, wurde der Rathausplatz „Marktfeld“ in „Karlheinz-Stockhausen-Platz“ umbenannt.

### Söhne und Töchter der Gemeinde
- Johann Eberhard Hoffmann (1708–1767), Bürgermeister von Elberfeld, in Delling geboren
- Hubert Berger (1889–1948), römisch-katholischer Priester und Opfer des Nationalsozialismus, in Furth geboren
- Maria Louise Denst (1932–2016), Heimatforscherin und Mundartdichterin
- Johann Fischer (1934–2012), Engelsammler
- Theo Röhrig (* 1936), Politiker (SPD)
- Marie Linke (* 1995), American-Football-Nationalspielerin[7]

### Persönlichkeiten, die in Kürten leb(t)en
- Kerstin Gier (* 1966), Schriftstellerin
- Gert Kreutzer (* 1940), Skandinavist und Übersetzer
- Fritz H. Lauten (1935–1989), Glaskünstler und Staatspreisträger
- Helmut Lieth (1925–2015), Miturheber des Walter-Lieth-Klimadiagramms
- Jens Nowotny (* 1974), Fußballspieler
- Carsten Ramelow (* 1974), Fußballspieler
- Franz Toenniges (1923–2008), Kalligraph, Grafiker und Heimatforscher
- Edith Weyde (1901–1989), Chemikerin und Erfinderin
- Tim Wiese (* 1981), Fußballspieler